# BTR-70
El BTR-70 es un transporte blindado de personal de origen soviético de 8 ruedas, cuya denominación oficial es Transporte de tropas Blindado 70 (en ruso: бронетранспортер, BTR por la abreviación de Bronetransporter, literalmente "Transporte de tropas Blindado"), originalmente desarrollado durante los años 60 por el fabricante GAZ bajo la denominación industrial GAZ-4905. El 21 de agosto de 1972 se incorpora al servicio y posteriormente es exportado a las naciones del Pacto de Varsovia y a otros países aliados. Introducido al servicio como una sustitución del ya desfasado BTR-60, se asemeja a la variante BTR-60PB.
Sus mejoras incluyen un blindaje más pesado en planchas, ruedas autosellantes y otras actualizaciones. Su arma básica es una ametralladora pesada NSVT y como arma secundaria una ametralladora PKT en el techo en un afuste de torreta.

## Características del diseño
Dadas las desventajas patentes en su vehículo precedente y con base a conceptos de mejoras diversas de los diseñadores, las compuertas de evacuación laterales se movieron de los lados hacia atrás de la carrocería; en esta variante se arreglaba la cuestionable decisión de diseño previo de situar las compuertas entre la segunda y tercer rueda a ambos lados del blindado. Como un postulado de las doctrinas soviéticas de las evacuaciones del personal tripulante en el TBP desde donde se pudiese dar más fácilmente una posición de cobertura directa por los soldados, se hizo fácil notar en los despliegues del predecesor que el despliegue era más rápido y efectivo desde la parte posterior del habitáculo que desde los lados, aunque en cuanto a un TBP en movimiento, la situación de las puertas traseras hace decrecer las posibilidades de que un soldado pueda resultar lesionado o muerto al salir despedido contra las ruedas de los conjuntos impulsores, aparte de que se reduce la exposición de la tripulación al fuego enemigo.
Como su antecesor, este vehículo requiere de menos preparación para su puesta a punto para vadeo, ya que es totalmente anfibio. La copia bajo licencia rumana se designó como TAB-77, y muchas más y amplias mejoras fueron hechas a este diseño para facilitar su fabricación a nivel local, incluyendo una mejor torreta y diferentes conjuntos motores.

## Equipamiento
El BTR-70 está motorizado de serie por dos motores a gasolina de la referencia GAZ-69B; 6 cilindros y de 115 caballos de potencia en sus primeras ediciones, pero la gran mayoría se equiparon con un motor más potente, el ZMZ-49-05 con 8 cilindros en V. El TBP es totalmente anfibio, y es propulsado en flotación por una sola turbina jet montada en el casco; en la parte posterior. Para preparar el vehículo para la inmersión, el conductor erige una válvula de vano y acciona las bombas de inmersión/succión dentro del vehículo, y estas son las que alimentan el hidropropulsor para su marcha a través de la corriente.
El equipamiento estándar incluye además un sistema de control de presión de los neumáticos centralizado que permite regular su libraje en favor de menos resentimiento para la tripulación durante su marcha. Está equipado con un conjunto de radio R-123M y uno de intercomunicadores  R-124. El equipamiento de visión del conductor consta de tres bloques de visores del modelo TNPO-115 que monta el dispositivo de visión diurna TNP-B; pudiendo ser reemplazado con el de visión nocturna TVNO-2B. El comandante dispone de tres sistemas TNPO-115, TPKU-2B diurno y el TKN-1S de visión nocturna, que en conjunto trabajan con el sistema de imágenes infrarrojo OU-3GA-2. La torreta está equipada con el periscopio PP-61AM (o el 1PZ-2) para el artillero y la infantería en el compartimiento de transporte dispone de los visores TNP-B. El BTR-70 se equipó desde su lanzamiento con conjuntos de sistemas de protección ABQ con los sistemas de filtrado FVU y el sistema de detección DK-3B.
El armamento consiste de una ametralladora pesada KPVT con 500 disparos y un arma coaxial de calibre 7.62 mm de la referencia PKT con 2000 disparos. Aparte de estas dispone a su vez de sistemas de misiles antiaéreos Igla o Strela-3, y opcionalmente de dos lanzagranadas semiautomáticos AGS-17 operados por dos soldados de la tripulación.

## Variantes

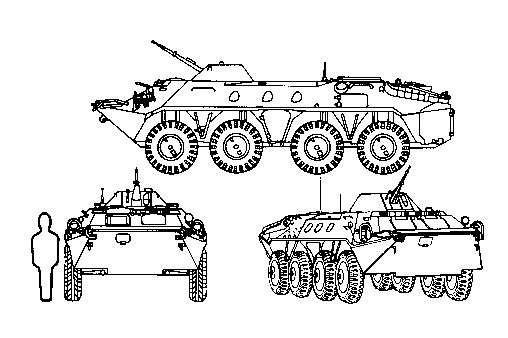
Una línea de diseño exterior en donde se pueden apreciar las dimensiones aproximadas del BTR-70.

### Rusia
- BTR-70 obr. 1978 - Versión inicial, exhibida en 1980.
- BTR-70 obr. 1982 - Modelo mejorado con 2 motores ZMZ-49-05 de 8 cilindros en  V-8 y 120 HP cada uno, reemplazando los de la versión original, los GAZ-49B; de 115 HP y 6 cilindros.
- BTR-70 obr. 1984 - Variante del blindado ligeramente modificada, con visores adicionales periscópicos del tipo TNPT-1 en el techo de la torreta.
- BTR-70 obr. 1986 - Variante del blindado ligeramente modificada, con visor adicional tipo periscópio del modelo TNPT-1 en el lado izquierdo de la torreta y 4 troneras en el techo.
- BTR-70V - Vehículo de postproducción, equipado con el diseño de torreta BPU-1 similar a la del BTR-80 con la mirilla 1PZ-2, pero sin el sistema de lanzagranadas "Tucha".
- BTR-70M - Versión modernizada en la torreta, un nuevo motor diésel y la adaptación de la sección trasera del BTR-80.
- BTR-70D - Versión dieselizada, desarrollada por Muromteplovoz y potenciada por una planta motriz YaMZ-236D de 180 HP, de combustible diésel, solo prototipo.
- SPR-2 "Rtut-B" (stantsiya pomekh radiovzryvatelyam) - Variante desarrollada para la Guerra Electrónica, con la finalidad de detonar sistemas de explosivos disparados por la artillería, y que constan de sistemas detonadores de fusibles y/o detonadores de proximidad.
  - SPR-2M - Versión modificada con equipamiento más compacto.
- BTR-70K (komandnyj) - Variante de comando con sistemas de radio adicionales, antenas de recepción extra, sistema de navegación y un generador de electricidad portátil.
- BTR-70KShM (komandno-shtabnaya mashina) - Variante de comando construida para ser un puesto de mando móvil.
- 2S14 "Zhalo-S" - Cazacarros, armada con un cañón 2A62 de calibre 85 mm, solo como prototipo.
- SA-22 (spetsapparatnaya mashina) - Variante de comando.
- MBP (mashina boyevogo posta) - Variante de seguridad para Lanzaderas de misiles móviles para las Fuerzas Estratégicas de Cohetes de Rusia. La torreta original ha sido reemplazada por nuevas miras del tipo 1PN22M1, altoparlantes, faros de búsqueda IR OU-3GA-2, periscópios adicionales TNPO-170 y una ametralladora NSVT de calibre 12.7 mm.
- BTR-80

### Ucrania
- BTR-70D - Variante actualizada en el 2001 por la firma NRMZ  y equipada con una nueva motorización de 300 hp diésel. Los vehículos en servicio con el Ejército de Ucrania adicionalmente disponen de salidas laterales similares en estilo a las del BTR-80 a los lados del casco.

- BTR-70DI - Con un motor Diésel de IVECO de 276 HP, cumple con la norma EURO II de emisiones. Puede ser opcionalmente equipado con el sistema de torretas modulares Ingul o Bug o con el sistema de protección activa Zaslon; de manufactura ucraniana.

- BTR-70M - Variante actualizada por Kharkyiv Morozov Bureau Desing (KMDB), y motorizada por un impulsor UTD-20 de 300 HP. Se le puede adaptar las torretas modulares Grom o el afuste antiaéreo BAU-23x2.

- BTR-70SM - Vehículo tipo ambulancia, desarmado y con un casco rediseñado. Tres variantes diferentes han sido observadas en distintos eventos.

### Alemania del Este
- SPW 70 (Schützenpanzerwagen) - Designación oficial en el NVA para la variante rumana del BTR-70. 1316 entregados entre 1980 y 1990.[1]
  - SPW 70(S) - Versión localmente modificada a versión de comando con 2 radios adicionales, y 2-3 antenas fijas extensibles y un mástil telescópico en la parte derecha del techo del casco.
  - SPW 70(SL) - Vehículo de contro de avanzada, equipado con los radios R-809M2 y 4 antenas fijas extensibles.
  - SPW 70(Ch) - Versión de reconocimiento ABQ, que está preparada con equipos de detección y marcaje de contaminantes, un solo prototipo.

### Eslovaquia/Bielorrusia
- Cobra-K - Equipada con el sistema de torretas modulares 2A42-Cobra. Opcionalmente se puede equipar con un nuevo motor diésel del modelo KamAZ-7403.

### Bielorrusia
- BREM (bronirovannaya remontno-evakuatsionnaya mashina/Vehículo de Evacuación remotamente dirigido y aerotranspotable) - Durante la exposición MILEX-2007, La firma Minotaur de Minsk presentó una variante de ayuda y apoyo técnico basada en el BTR-70. Esta versión retiene la torreta pero desmontando la ametralladora pesada KPVT. Está equipado con un afuste de grúa, una plataforma de trabajo y una grúa ligera, solo se construyó un prototipo.

### Rumania

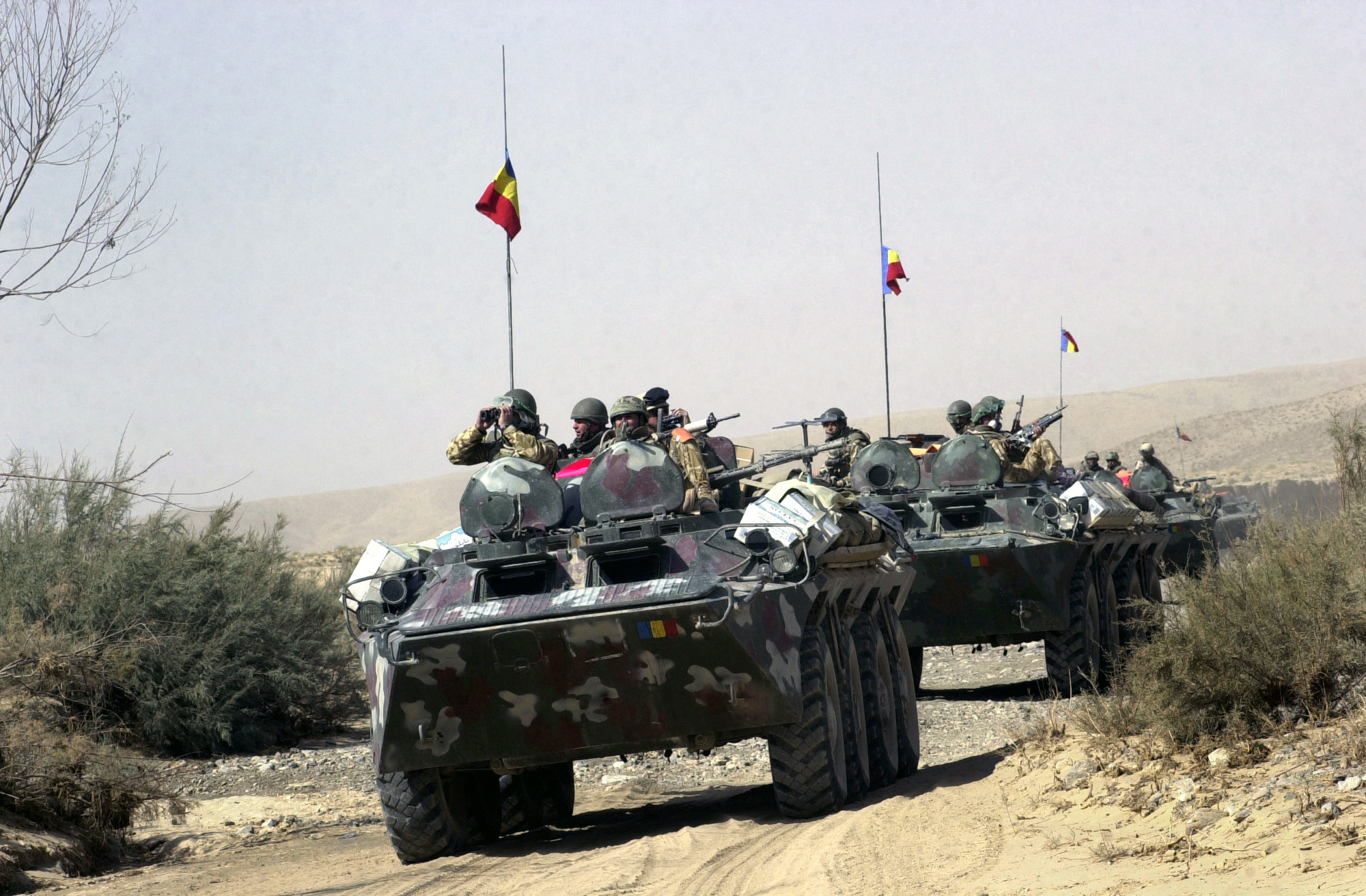
Transportes de tropas rumanos TAB-77 en Afganistán

- TAB-77 (transportorul amfibiu blindat) - Rumania no solo construyó una copia bajo licencia del BTR-70 (para exportación), sino que desarrolló por sí misma una versión mejorada. El TAB-77 es muy semejante pero en la torreta aloja un sistema de puntería LOTA como en el TAB-71. Los motores, originalmente de gasolina, fueron reemplazados por un motor diésel de 132 HP, estos motores fueron de la referencia Saviem 797-05M1.
  - TAB-77 M1983 - Versión equipada con el sistema de armas de calibre 30 mm y Misiles 9M14M Malyutka, solo prototipo.
  - TAB-77 M1984 - Versión equipada con el sistema de armas de calibre 23 mm y Misiles 9M14M Malyutka, solo prototipo.
  - TAB-77A PCOMA (punct de commanda şi observare mobil de artilerie) - Vehículo de mando para la artillería y observador de avanzada con marcablancos en la parte delantera montados en un afuste de torreta. El armamento consiste de una pieza simple de calibre 7.62 mm en el techo del casco.
  - TAB-77A R-1451/M - versión de mando equipados con los sets de radios R-1070 y R-1451M. Similar a la variante básica del APC pero con adición de las antenas necesarias y un generador de respaldo trasero.
  - TAB-77A R-1452 - Vehículo de señalas con el equipo de radios R-1452, de bajo perfil y una torreta falsa, 7 antenas extensibles, un  mástil telescópico, dos generadores en la parte trasera y una ametralladora montada en trípode en el techo del casco.
  - TERA-77L (tractor de evacuare şi reparat auto) - Vehículo de recuperación con una grúa torno de 5 toneladas de capacidad y una pala buldózer delantera.
  - TABC-79 - Versión recortada de 4 ruedas. Existen diversas variantes en servicio.
  - TAB-77 - Variante china hecha bajo licencia del TAB-77 rumano, con una cantidad menor de mejoras, en pequeñas cantidades en servicio del ejército de China para evaluación en los años 80.  Los chinos adquirieron la licencia de construcción del fabricante rumano en 1984, y eventualmente retuvieron la denominación original rumana para el TAB-77.  La copia china del TAB-77 es más pesada alcanzando más de 13 toneladas.

## Historial de Combate
El BTR-70 se usó extensamente durante Guerra de Afganistán (1978-1992) y otros conflictos menores en Europa del este.
Al fin de la Guerra fría estos APC se usaron en varias misiones de servicio por la ONU en el conflicto de los Balcanes con grandes resultados.

## Usuarios

#### Actuales
- Armenia

20, algunos fueron mejorados con la sustitución de los motores originales por un motor diésel y cañones de calibre 23 mm.
- Azerbaiyán

28
- Bielorrusia

446
- Cuba
- Georgia

45 BTR-70DI
- Bangladés

55+
- Kazajistán

45
- Kirguistán

45
- Macedonia del Norte

58 SPW 70, SPW 70(S) y del modelo BTR-70D.
- México

60
- Moldavia

5
- Mongolia

40
- Nepal

135 (antes eran vehículos de los arsenales alemanes, ahora son usados por las unidades NEPBAT en Bosnia para las operaciones de la ONU.)
- Nicaragua

35
- Pakistán

750 (antes eran vehículos de los arsenales alemanes, ahora son usados por las unidades PAKBAT en Bosnia para las operaciones de la ONU.)
- Rumania

170 TAB-77
- Rusia

2,000
- Somalia

3
- Ucrania

1026
- Uzbekistán

36
- Tayikistán

2
- Turkmenistán

170
- Vietnam

150
- Autoridad Palestina

50.

#### Anteriores
- Unión Soviética

Pasados a sus estados sucesores.
- República Democrática Alemana

Algunos chatarrizados, otros estuvieron en reserva hasta su venta.
- Alemania

135 vendidos a Nepal, 750 a Pakistán.
- Estonia

4, retirados del servicio en el año 2005. Donados a museos militares o usados, en sus prácticas militares; como blancos de misiles anti-blindados.